# Vidracco
Vidracco (Vidré in piemontese) è un comune italiano di 461 abitanti della città metropolitana di Torino, in Piemonte.

## Storia
A Vidracco, nei pressi della Torre di San Silvestro, chiamata anche Torre Cives, sono state rinvenute monete dell'epoca romana.

## Monumenti e luoghi d'interesse
- Lago Gurzia

Chiesa parrocchiale

- Riserva naturale dei Monti Pelati
- Tempio dell'Umanità

## Società

### Evoluzione demografica
Abitanti censiti

## Amministrazione

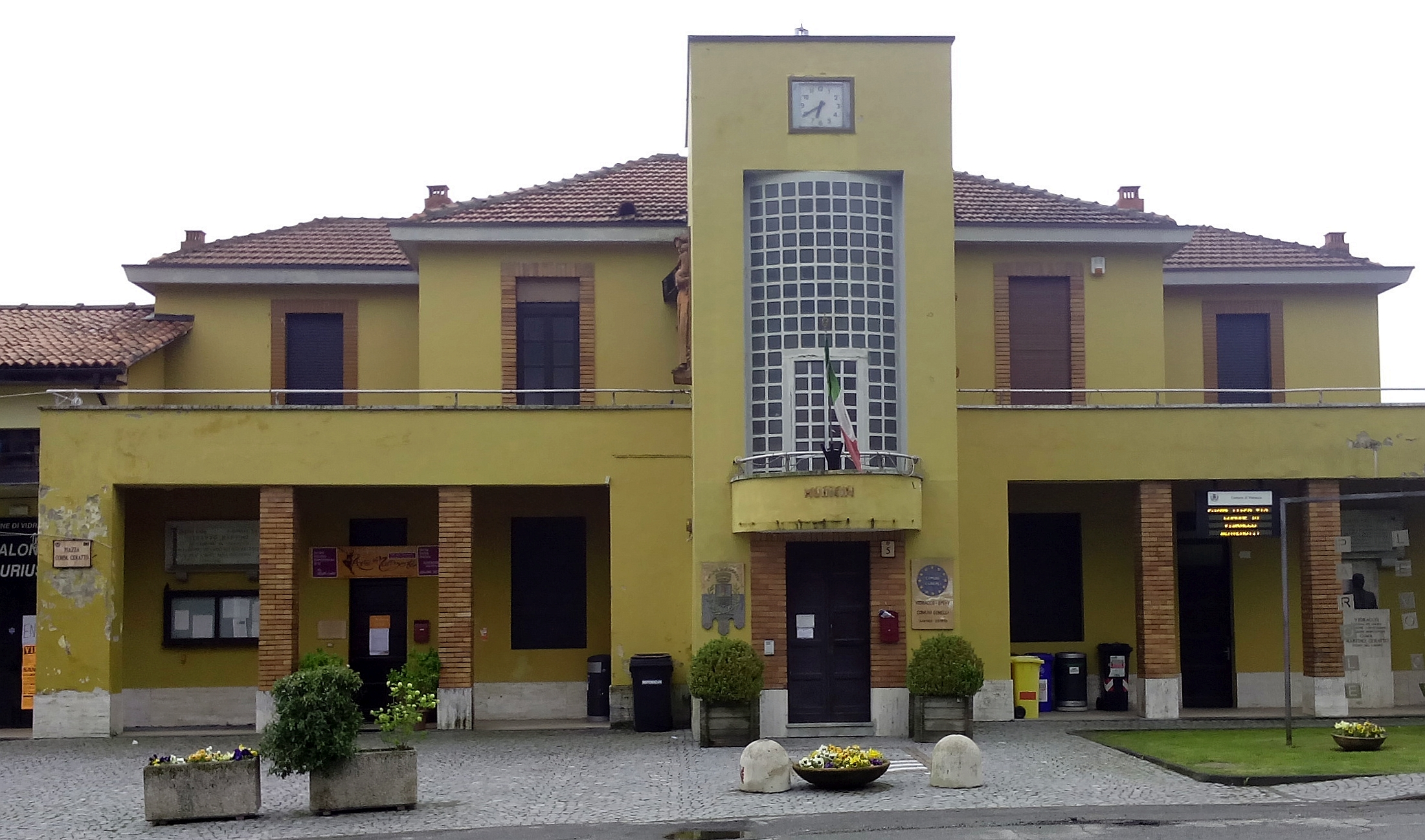
Il municipio

| Periodo | Periodo   | Primo cittadino | Partito      | Carica  | Note |
| ------- | --------- | --------------- | ------------ | ------- | ---- |
| 2004    | 2009      | Antonio Nigro   | lista civica | sindaco |      |
| 2009    | in carica | Antonio Bernini | lista civica | sindaco |      |

### Altre informazioni amministrative
Vidracco si trova in Val Chiusella e faceva parte della disciolta Comunità Montana Valchiusella, Valle Sacra e Dora Baltea Canavesana.
Una parte del territorio comunale è compresa nella Riserva naturale dei Monti Pelati.